# Skála
Skála før 2011 Skáli (dansk: Skåle) er en færøsk bygd på øen Eysturoy. Bygden strækker sig parallelt med vestsiden af Skálafjørður. Den tidligere Skála kommuna omfattede også bygden Skálabotnur. Siden 1. januar 2005 har denne kommune været lagt sammen med Runavíkar kommune. Bygdens officielle navn var før 2011 Skáli.
Bygden har både en dagligvarebutik og et bageri, Bakaríðið á Skála, der også leverer varer til andre bygder.
Der er campingplads ved sportshallen, cafeteria, forretninger og fodboldstadion i bygden. 
Skála skúli er fra 1965, mens en ny bygning blev taget i brug i 1990. Skolen har undervisning fra 1. til 7. klasse, hvorefter eleverne fortsætter på centralskolen við Løkin i Runavík. Børnehaven Barnahúsið Sillan er en integreret institution. Plejehjmmet Eldrasambýlið á Skála er et aflastningshjem for demente, som er en del af det kommunale samarbejde omkring ældreomsorg ved Skálafjørður.
De højeste fjelde ved bygden er Halgafelstindur på 758 meter og Reyðafelstindur 766 meter. 

## Erhverv
En af de vigtigste arbejdspladser i Skáli er skibsværftet. I 1997 blev værftet købt af Tórshavnar Skipasmiðja, og det er i dag en del af MEST, som både har værfter i Tórshavn og Vestmanna.
Virksomheden ELService P/F, som blev oprettet i 1988 i J.F. Kjølbros gamle fisketørringshus. Med sine omkring 30 ansatte arbejder virksomheden overvejende med elektricitet ombord på skibe og i tunneler.

## Historie
Første gang at Skála nævnes i skriftlige kilder, er i Hundebrevet fra sidste halvdel af 1300-tallet.
Navnet Sjóvar kommer fra gården ved Sjógv á Strondum, hvor der har været kirker i flere hundrede år.
1904 oprettede to redere fra Tórshavn værftet Kongshavn Skibsværft. Værftet blev i 1941 overtaget af A/S J.F. Kjølbro i Klaksvík, som drev værftet indtil 1997.

## Kirken
Indtil 1940 benyttede indbyggerne i Skáli Sjóvar kirkja i Strendur. Skála kirkja blev indviet søndag den 19. oktober 1940. Den er bygget af beton og har et rødt eternittag. Over vestenden er en ottekantet tagrytter med bliktag. På hver anden af tårnets sider er der lem,der åbnes når der ringes, mens der er ure i de resterende felter. Indgangen er i vestgavlen ud mod vejen, oven over er der 3 næsten kvadratiske vinduer og øverst et blændings kors. På korgavlen er der i år 2015 opført en ny tilbygning. Kirken har tøndehvælv med loftsafsats i siderne. Indvendigt er kirken beklædt med mørke paneler. Altertavlen, "Jesus og den vantro Thomas" er en kopi efter Marstrand malet i 1959 af Jacob Olsen, Tórshavn.

## Kultur og turisme
Fodboldklubben Skála ÍF (Skála Ítróttarfelag) blev etableret den 15. maj 1965. 
I 2013 oprettedes foreningen Fornminnisfelag fyri Skála og Skálafjørð, som driver et lokalmuseum i bygden.
Siden midt i 1970'erne afholdes der i den sidste weekend i maj en årlig byfest med bl.a. fodbold og kaproning i de traditionelle færøbåde.
Bygden har  en lille lystbådehavn og et relativt stort fodboldstadion.

## Sagn
I det 16. århundrede har der været en kirke i Skála ved á Prestodda, men efter sagnet blev den en søndag under gudstjenesten ramt af elveskred og ført ud i havet. Kun en mand, der opholdt sig uden for kirken, blev reddet. Et stykke af kirkebygningen drev på land ved bygden Strendur, og her blev den nye kirke opført.